# Federazione di rugby a 15 del Niger
La Federazione Rugby XV del Niger è l'organo che governa il Rugby a 15 nel Niger.